# Cyphophthalmus noctiphilus
Espèce
Synonymes
- Siro noctiphilus Kratochvíl, 1940

Cyphophthalmus noctiphilus est une espèce d'opilions cyphophthalmes de la famille des Sironidae.

## Distribution
Cette espèce est endémique de Croatie. Elle se rencontre à Kotlenice dans la grotte Špilja Vranjača.

## Description
Le mâle syntype mesure 1,69 mm et la femelle syntype 1,80 mm.

## Systématique et taxinomie
Cette espèce a été décrite sous le protonyme Siro noctiphilus par Kratochvíl en 1940. Elle est placée dans le genre Cyphophthalmus par Boyer, Karaman et Giribet en 2005.

## Publication originale
- Kratochvíl, 1940 : « Siro noctiphilus n. sp. » Prirodoslovne Razprave, vol. 4, no , p. 86–90.